# Friedrich Bouterwek
Friedrich Bouterwek (alemany: Friedrich Ludewig Bouterweck)  (Oker, 15 d'abril de 1766 - Göttingen, 9 d'agost de 1828) va ser un filòsof i crític literari alemany.
Va estudiar primer lleis i després filosofia i literatura, i va passar de Göttingen a Hannover i Berlín. En 1797 va ser nomenat professor de literatura i filosofia, i el 1802 va obtenir la càtedra de filosofia de la Universitat de Göttingen. En filosofia va ser partidari de Kant al principi, però per fi es va adherir a les teories de Jacobi.
Va fundar el sistema apodíctic, col·locant la base de les sensacions i pensaments en una existència que no tingui sensació ni sentiment. La seva «teoria universal de la veritat» es fonamenta en el principi que la raó té fe en si mateixa; segons aquest filòsof, la filosofia té per objecte la distinció d'allò real i allò aparent.

## Publicacions de Bouterwek
- Aphorismen nach Kants Lehre vorgelegt (Göttingen, 1793)
- Ideen zu einer allgemeinen Apodiktik (Halle, 1799), obra que ell mateix varebutjar mateix a Lehrbuch der philosophischen Wissenschaften (Göttingen, 1813)
- Religion der Vernunft
- Aesthetik (Leipzig, 1806)
- Geschichte der Poesie und Beredsamkeit (Göttingen, 1801), obra molt celebrada pels romàntics, és la seva obra més important de crítica literària: se'n va traduir una part al francès amb el títol d'Histoire de la littérature espagnole (París, 1812) i, considerablement augmentada, va ser traduïda a l'espanyol per Gómez de la Cortina i Hugel de Molinedo (Madrid, 1828); també hi ha una traducció anglesa titulada History os Spanish Literature (1823)
- Graf Donamar (Göttingen, 1791)
- Anfangsgründe der speculativen Philosophie (Göttingen, 1802)
- Anleitung zur Philosophie der Naturwissenschaften (Göttingen, 1803)
- Ideen zur Metaphysik des Schönen (Leipzig, 1807), la qual és el suplement de la Praktische Aphorismen. Grundsätze zu einem neuen System der moralischen Wissenschaften (Leipzig, 1808)
- Ueber die Möglichkeit einer philosoph (Göttingen, 1810)
- Classífication d. Mineralkörper (Göttingen, 1810)

L'editor Meyer publicà les cartes de Jacobi a Bouterwek.